# 서성금
서성금은 대한민국의 희극 배우이다.

## 출연작

### 방송
- 개그사냥 (KBS)
- 웃음충전소 (KBS)
  - 〈계층공감 OLD&형님〉
- 놀라운 대회 스타킹 (SBS)
- 코미디 多웃자GO! (OBS)
  - 〈만수동 1970〉
- 코미디빅리그 (tvN)
  - 〈홀릭쇼〉

### 공연
- 자두와 골드레인저 - 난향 씨(자두 엄마) 역